# Filip Kapisoda
Filip Kapisoda (Cetinje, 3. april 1987 — Beograd, 16. mart 2010) bio je crnogorski maneken.

## Biografija
Rođen je na Cetinju, u Crnoj Gori. Bio je jedan od učesnika u Velikom bratu. Zbog svog atraktivnog izgleda Filip je dobio ponudu od modne kuće Roko Baroko koju odbija i karijeru pravi u Crnoj Gori. Kao učesnik mnogih modnih revija bio је više puta nagrađivan. Priznanje za najboljeg manekena dobio je na beogradskoj Nedelji mode 2006. godine.
Kapisodin brat od strica je rukometaš Petar Kapisoda.
Kapisoda je 16. marta 2010. godine ubio svoju devojku Kseniju Pajčin, u njenom stanu u Beogradu, a potom izvršio samoubistvo. Veruje se da je motiv za ubistvo bila ljubomora.
Sahranjen je 19. marta 2010. na Starom groblju na Cetinju.

## Spoljašnje veze
- Kapisodina VIP Veliki brat strana
- Poslednja modna revija najlepšeg i najpopularnijeg crnogorskog manekena